# Викулов, Валериан Евгеньевич
Валериан Евгеньевич Викулов (1935—2014) — советский и российский учёный и педагог в области экологии и географии, профессор, доктор географических наук (1983), заслуженный деятель науки Республики Бурятия, заслуженный эколог Российской Федерации (2001), почётный член Русского географического общества, лауреат стипендии РАН выдающимся учёным России, академик Российской экологической академии, член Петровской академии наук и искусств, Соросовский профессор, известный байкаловед и защитник озера Байкал, кавалер четырёх медалей СССР и почётной медали Академии наук Монголии, ветеран СО РАН.

## Биография
Валериан Евгеньевич Викулов родился 11 февраля 1935 г. на станции Танхой Кабанского района Бурятии в семье учителей.
В 1953 г. после окончания с серебряной медалью школы в Улан-Удэ Валериан Евгеньевич поступил на геологический факультет Иркутского государственного университета. Его он окончил с отличием в 1958 г. и получил специальность инженера-геолога.
В 1958—1972 гг. В. Е. Викулов трудился в Бурятском геологическом управлении ордена Трудового Красного Знамени. Сначала геологом, потом старшим геологом, впоследствии начальником полевых отрядов, геолого-поисковых и тематических партий. Участвовал в открытии и разведке сульфидно-никелевых и полиметаллических месторождений Северного Прибайкалья.
В 1972 г., после присвоения учёной степени кандидата геолого-минералогических наук, В. Е. Викулов был переведён в Бурятский филиал Сибирского отделения АН СССР, где работал до 1995 г. в должности сначала старшего научного сотрудника, а затем учёного секретаря Президиума, заведующего отделом социально-экономических исследований, заместителя председателя Президиума БФ СО АН СССР по научной работе (с 1982).
В 1983 г. в Ленинградском госуниверситете В. Е. Викулов защитил докторскую диссертацию, став первым в Бурятии доктором географических наук. Он был одним из самых заметных исследователей систем природопользования на Байкале, основателем научной школы экономики природопользования в Восточной Сибири, руководителем первых программ по охране озера Байкал.
В. Е. Викулов — широко известный в России и за её пределами учёный, один из ведущих байкаловедов. Будучи представителем первого поколения экологов, радеющих за сохранение чистоты вод Байкала, он свыше 30 лет занимался как теоретическими, так и практическими аспектами этой проблемы. Им разработана теория режима особого природопользования для сохранения озера Байкал. Поставленный В. Е. Викуловым в 1970-х гг. вопрос о паритете экологических требований и экономических возможностей их достижения полностью подтвердился в современной концепции устойчивого развития, а Байкальский регион признан мировой модельной территорией устойчивого развития. Этот статус приобретён регионом во многом благодаря научно-практической деятельности В. Е. Викулова.
Валериан Евгеньевич — автор и соавтор более 260 научных работ и научно-методических разработок, в том числе 25 монографий. С 1995 г. В. Е. Викулов являлся профессором кафедры физической географии Бурятского государственного университета, членом диссертационных советов по защите докторских и кандидатских диссертаций. До последнего дня своей жизни Валериан Евгеньевич продолжал плодотворно трудиться на кафедре физической географии, осуществлял руководство студентами, магистрантами, аспирантами и докторантами.
Скончался 21 октября 2014 года в Улан-Удэ.